# Steyr 80
Der Steyr Typ 80 ist ein Traktor von Steyr Daimler Puch. In Österreich wird er wegen seiner 15 PS als „15er Steyr“ bezeichnet.

## Steyr Typ 80

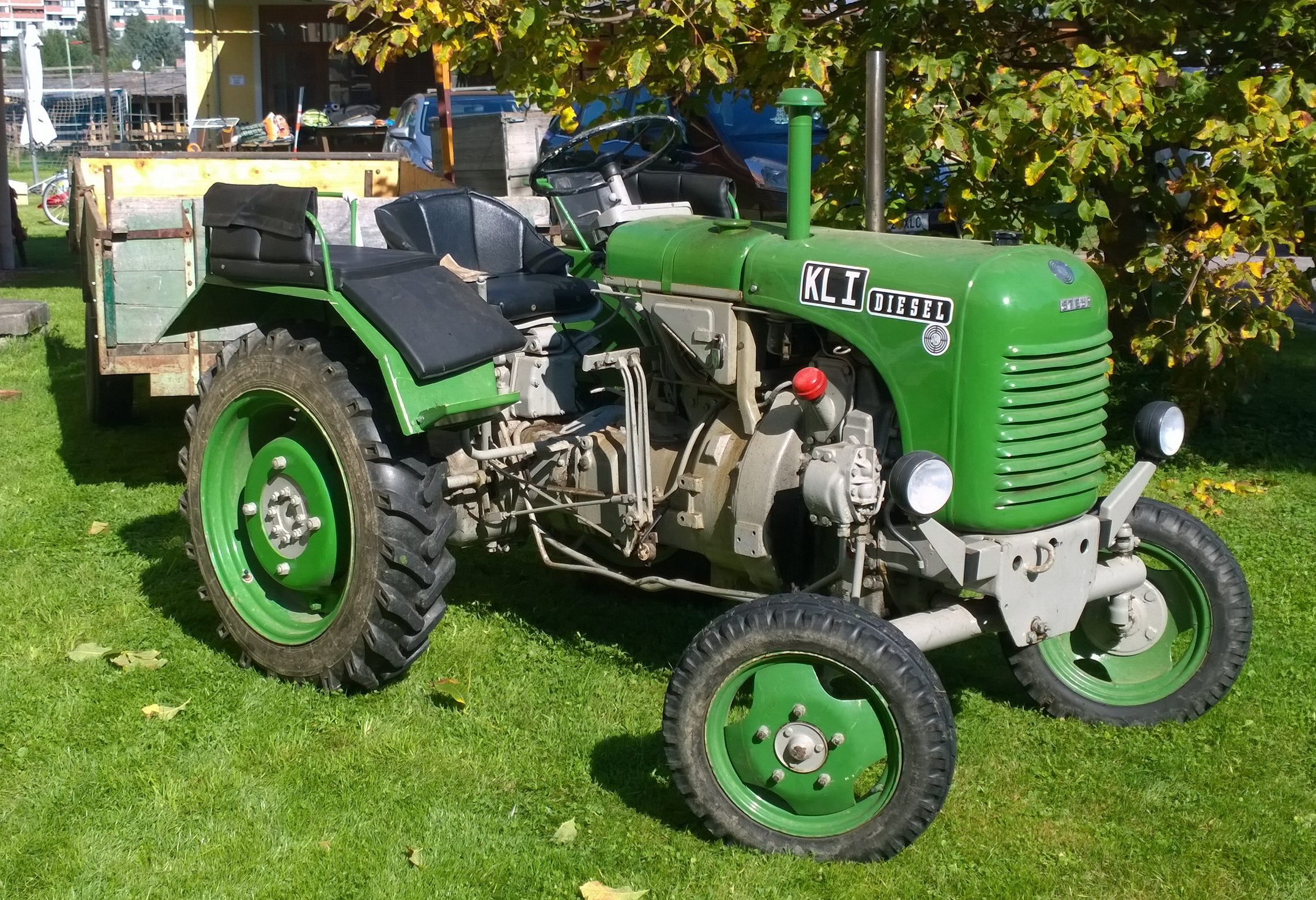
Steyr Dieseltraktor Typ 80

Nachdem die Steyr Daimler Puch A.G. (SDP) 1947 den ersten österreichischen Dieseltraktor der Nachkriegszeit (Steyr 180, 26 PS) gefertigt hatte und mit zunehmendem Erfolg vor allem an mittlere und große Betriebe verkaufte, wurde ab 1949 der Steyr-Diesel-Traktor Typ 80 hergestellt. Die Zielgruppe, die angesprochen werden sollte, waren die kleineren Betriebe. Von diesem Traktor wurden bis 1964 rund 45.000 Stück gebaut.
Der Einzylinder-Dieselmotor leistete zunächst 13 PS (9,6 kW) bei 1500/min. Ab 1953 wurde die Motorleistung auf 15 PS (11 kW) gesteigert. Die ersten Modelle waren mit „Untenauspuff“, Trockenluftfilter und einer Kurbel zum Starten ausgestattet, bald waren allerdings „Obenauspuff“ und Ölbadluftfilter Standard und hydraulisches Hubwerk sowie elektrischer Anlasser auf Wunsch erhältlich.

## Steyr Typ 80 a
Da die Bodenfreiheit des Typ 80 bei montiertem Mähwerksantrieb gering und sein Einsatz in Hackfruchtkulturen daher mitunter problematisch war, wurde ab 1950 der Typ 80 a angeboten. Dieser Traktor hatte wesentlich größere Hinterräder (8-36 statt 8-24), eine spurverstellbare Portalvorderachse. Er wurde bis 1956 14.357-mal gebaut.

## Steyr Typ 80 w
Es gab außerdem noch den Steyr T 80 w, einen Geräteträger, der aber nur in sehr geringer Stückzahl gebaut wurde. Er wurde von einem Einzylinder-Dieselmotor angetrieben. Infolge der schwachen Motorleistung und des oftmals hohen Ölverlusts am Antriebsstrang konnte sich dieser Typ aber nicht durchsetzen.

## Musik
Wolfgang Feistritzer hat in seinem Lied "15er Steyer" behandelt, wie toll er seinen Steyr Typ 80 findet und wie lange er ihn schon hat.